# Göteborg (gemeente)
Göteborg  (/jœtə'bɔrj/ⓘ; Nederlands: Gotenburg) is een Zweedse gemeente, die gedeeltelijk in Västergötland en gedeeltelijk in Bohuslän aan het Kattegat ligt. De gemeente behoort tot de provincie Västra Götalands län. Ze heeft een totale oppervlakte van 198,8 km² en telde 487.488 inwoners in 2005.

## Plaatsen

### Tätorter
| - Göteborg (stad) - Torslanda - Hjuvik - Mysterna - Olofstorp - Andalen - Donsö | - Styrsö - Nolvik - Angered - Säve - Brännö - Kvisljungeby - Björlanda | - Tumlehed - Asperö - Vrångö - Rödbo - Låssby - Trulsegården |

### Småorter
| - Stenared - Torvhög - Nolviks kile - Hästevik - Assmundtorp en Skändla - Halleröd - Kvillehed - Furåsen - Skeddalen | - Köpstadsö - Västra Låssby - Brunstorpsnäs - Tomtebacken en Gullö - Kippholmen - Gunnesby - Stora Svindal - Bergum - Bergegården | - Prästegården - Sillvik - Ambjörnhagen - Djupedal - Gunnilse - Larsered - Bruntorpsdalen - Rågården - Trånget (oostelijk deel) |

## Bestuurlijke indeling
De gemeente is verdeeld in 21 delen:
| - Askim - Backa - Bergsjön - Biskopsgården - Frölunda - Gunnared - Göteborg centrum | - Härlanda - Högsbo - Kortedala - Kärra-Rödbo - Linnéstaden - Lundby - Lärjedalen | - Majorna - Styrsö - Torslanda - Tuve-Säve - Tynnered - Älvsborg - Örgryte |

## Bezienswaardigheden
- Vuurtoren van Vinga op het eiland Vinga

## Partnersteden
Göteborg heeft met veertien steden een stedenband:
- Chicago (Verenigde Staten)
- Bergen (Noorwegen)
- Rostock (Duitsland), sinds 1965
- Sint-Petersburg (Rusland)
- Shanghai (Volksrepubliek China)
- Turku (Finland), sinds 1946
- Aarhus (Denemarken)
- Lyon (Frankrijk)
- Nelson Mandelabaai (Zuid-Afrika)
- Kiel (Duitsland)
- Krakau (Polen)
- Newcastle (Verenigd Koninkrijk)
- Tallinn (Estland)
- Xi'an (Volksrepubliek China)